# Plagodis fasciata
Plagodis fasciata är en fjärilsart som beskrevs av Barend J. Lempke 1970. Plagodis fasciata ingår i släktet Plagodis och familjen mätare. Inga underarter finns listade i Catalogue of Life.